# Autodafé
Autodafé (španj., lat. actus fidei »vjerski čin«), u Španjolskoj i njezinim kolonijama svečana objava presude Sv. inkvizicije. 
Na najveći trg bi krenula procesija, u kojoj su sudjelovali članovi inkvizicijskog sudišta, vjerski redovi i okrivljenici, potonji obučeni u »sambenito« (sacco benito), tj. u žutu tuniku, ukrašenu đavolskim likovima. S podija ili neke vrste pozornice (kao kod crkvenih prikazivanja, misterija) usred trga, oko kojega bi se povorka svrstala, pročitala se presuda. Krivci su ili javno opozvali svoju zabludu, te se pokajali i bili odriješeni, ili kao nepopravljivi (španj. relajados) osuđeni i izručeni svjetovnoj pravdi.
Izuzetno bi odmah na trgu bila obavljena kazna, ali bi se u većini slučajeva inkvizicijski suci povukli, a izvršenje kazne je obavljala svjetovna vlast. Generalni autodafé zvao se postupak, kad je bilo mnogo okrivljenika. Ako je bilo samo malo optuženika, vršio se autodafé particolare, bez svečanog aparata, samo u nazočnosti sudaca svetoga oficija, tj. pred inkvizitorima, a kad se radilo samo o jednom krivcu, onda bi osuda bila izrečena poslije službe Božje u crkvi. Ako je krivac umaknuo, spaljivala se njegova slika na lomači.

## Vanjske poveznice
- L'Inquisition (španj.)

Ovaj članak uključuje tekst iz Hrvatske enciklopedije, objavljivane od  1941. do 1945. godine, koja je javno dobro.